# Palečnice

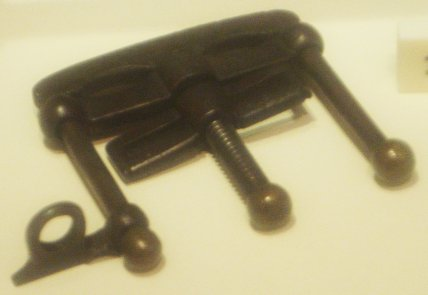
skotské palečnice

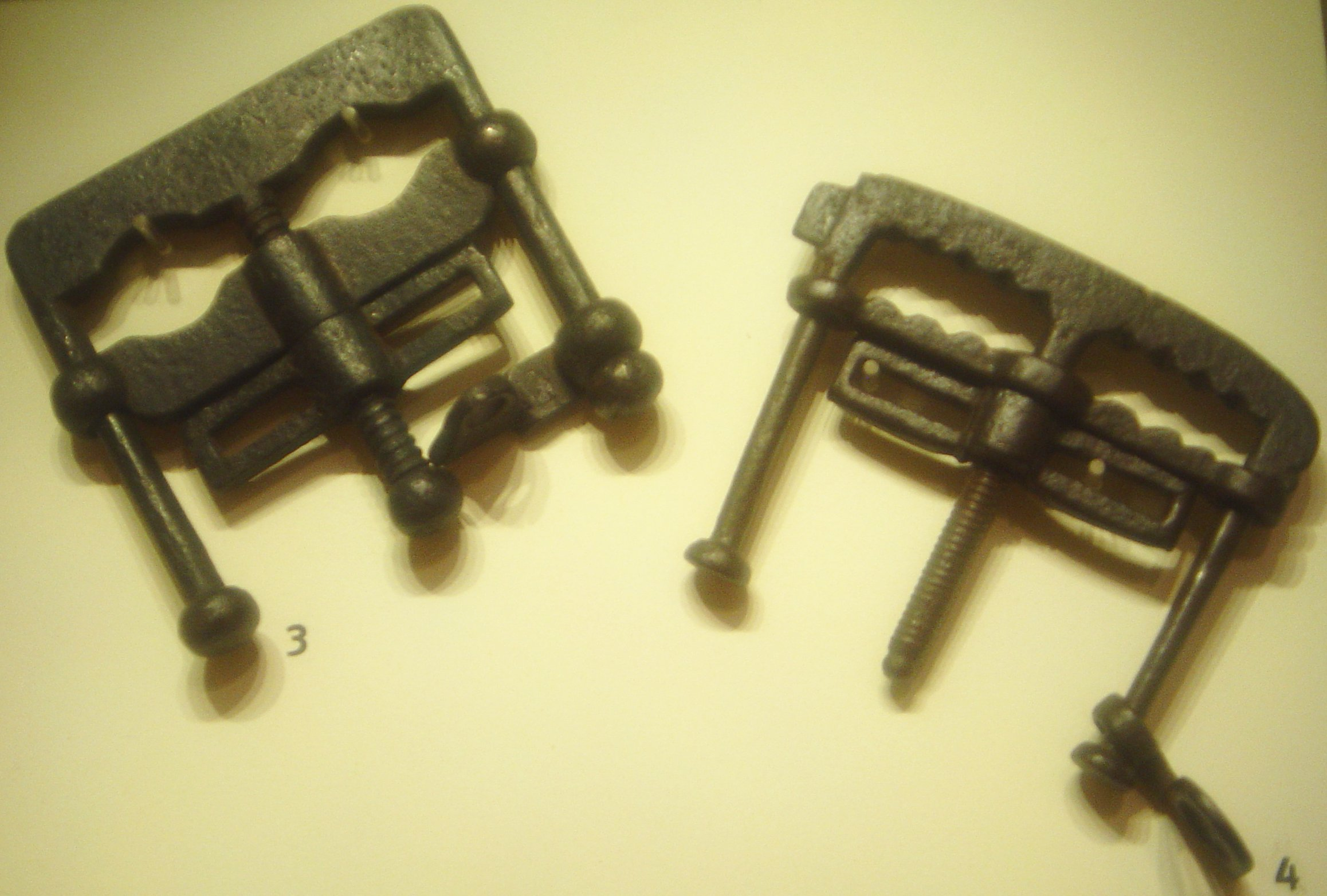
modernější skotské palečnice

Palečnice se řadí k mírnějším nástrojům útrpného práva. Jedná se o upravený šroubový lis, složený ze dvou či tří plochých dřevěných (později železných) pásků, spojených suvně stahovacími šrouby. Pro zvýšení účinku byly vnitřní plochy pásků někdy opatřovány rýhováním, hraněním nebo i hroty, v modernější podobě byly pásky mírně prohnuté. Palečnice se používaly převážně k drcení prstů, přičemž nástroj mohl být nasazen na falangu prstu (mírnější podoba) nebo na kloub. Často zmiňované využití palečnic k drcení genitálií či prsů v rámci útrpného práva není (s výjimkou jednotlivostí a excesů) doloženo, modifikované nástroje na bázi palečnic jsou ale častou pomůckou pro BDSM aktivity.